# Bachia pallidiceps
Bachia pallidiceps (бахія Копа) — вид ящірок родини гімнофтальмових (Gymnophthalmidae). Мешкає в Панамі і Колумбії.

## Поширення і екологія
Бахії Копа мешкають на тихоокеанських низовинах на сході Панами та в сусідніх районах колумбійського департаменту Чоко. Вони живуть у вологих рівнинних тропічних лісах, на висоті від 10 до 130 м над рівнем моря. Ведуть наземний спосіб життя.